# Сігурд Ростед
Сігурд Ростед (норв. Sigurd Rosted, нар. 22 липня 1994, Осло, Норвегія) — норвезький футболіст, центральний захисник клубу МЛС «Торонто».

## Ігрова кар'єра

### Клубна
Сігурд Ростед народився в Осло і грати у футбол починав у клубі Третього дивізіону «Х'єльсос». У 2015 році перед підписанням контракту з клубом «Сарпсборг 08» лікарі виявили у Сігурда хворобу Бєхтєрєва, тип артриту, що здебільшого вражав його спину. Але лікування дозволило Ростеду грати у футбол на професійному рівні.
У сіні 2018 року Ростед уклав угоду на три з половиною роки з бельгійським «Гентом». Майже одразу Ростед зайняв постійне місце в основі бельгійського клубу. Незважаючи на свою позицію центрального захисника, футболіст часто підключався до атак команди і відзначався забитими голами.
Влітку 2019 року підписав чотирирічний контракт із данським клубом «Брондбю». Сума трансферу становила близько 300 000 євро. У матчі проти «Мідтьюлланна» Ростед дебютував у данській Суперлізі.

### Збірна
26 березня 2018 року у товариському матчі проти команди Албанії дебютував у складі національної збірної Норвегії. У тому ж матчі Ростед забив і свій перший гол у збірній.

## Титули і досягнення
- Чемпіон Данії (1):

«Брондбю»: 2020-21